# Heinrich Schmieder (Schauspieler)
Heinrich Schmieder (* 14. Februar 1970 in Schwäbisch Hall; † 21. Juli 2010 in Livigno, Italien) war ein deutscher Schauspieler.

## Leben
Heinrich Schmieder wurde 1970 als Sohn albanisch-banatdeutscher Einwanderer geboren. In den Jahren 1991–1994 studierte er Schauspiel am privaten Zinner Studio in München.
Er war neben zahlreichen Theaterengagements vor allem als Schauspieler für Kinofilme und Spielfilmproduktionen tätig.
Von 1999 bis 2001 übernahm Schmieder die Rolle des Kommissars Tobias von Sachsen im Tatort der Sendeanstalt Radio Bremen. Neben Heino Ferch und Sebastian Koch sah man ihn 2001 unter der Regie von Roland Suso Richter im international erfolgreichen Fernsehfilm Der Tunnel in der Rolle des Theo Lohmann. Im Jahr 2003 wurde der Schauspieler für den Deutschen Fernsehpreis nominiert. 2004 gehörte er unter der Regie von Oliver Hirschbiegel in der Rolle des Rochus Misch zur Besetzung des oscarnominierten Kinofilms Der Untergang. Ab 2005 war er Mitglied der Deutschen Filmakademie.
Schmieder starb in der Nacht vom 20. auf den 21. Juli 2010 im Alter von 40 Jahren in einem Hotel im italienischen Livigno, in dem er als Teilnehmer der Bike Transalp übernachtet hatte. Er hinterließ eine Frau und zwei Kinder.

## Filmografie (Auswahl)
- 1992: Tatort – Tod eines Wachmanns (Fernsehreihe)
- 1994: Tatort – Klassen-Kampf
- 1995–1996: Gegen den Wind (Fernsehserie)
- 1998: Die Bubi-Scholz-Story
- 1999: Tatort – Die apokalyptischen Reiter
- 2000: Jahrestage
- 2001: Der Tunnel
- 2001: Toter Mann
- 2001: Tatort – Kalte Wut (Fernsehreihe)
- 2002: Wie die Karnickel
- 2002: Extreme Ops
- 2003: Nur Anfänger heiraten
- 2003: Alarm für Cobra 11 – Die Autobahnpolizei – Countdown Auf der Todesbrücke
- 2003: Männer Häppchenweise
- 2003: Liebe Schwester
- 2004: Hunger auf Leben
- 2004: Der Untergang
- 2005: Margarete Steiff
- 2005: Ein Geschenk des Himmels
- 2005–2008: Ein Fall für B.A.R.Z. (Fernsehserie)
- 2005: Die Leibwächterin
- 2006: Tatort – Bienzle und der Tod im Weinberg
- 2006: Warchild
- 2006: Ein starkes Team: Dunkle Schatten (Fernsehfilm)
- 2006: Stubbe – Von Fall zu Fall (Fernsehreihe, Folge: Schwarze Tulpen)
- 2006: Unter Verdacht (Fernsehreihe, Folge: Ein neues Leben)
- 2006: Hunde haben kurze Beine
- 2006: Polizeiruf 110: Bis dass der Tod euch scheidet
- 2006–2007: Doppelter Einsatz, Fernsehserie, Sören Baumann
- 2007: Prager Botschaft
- 2007: Der Verdacht (Kurzfilm)
- 2008: SOKO 5113 – Die Akte Göttmann (Fernsehserie)
- 2008: Darum
- 2008: Die Geschichte vom Brandner Kaspar
- 2008: Wilsberg – Interne Affären
- 2009: Flug in die Nacht – Das Unglück von Überlingen
- 2009: Hitler vor Gericht
- 2010: Großstadtrevier (Fernsehserie, eine Folge)
- 2010: Kommissarin Lucas – Spurlos

## Hörspiele
- 2008: Leonardo Padura: Labyrinth der Masken – Regie: Thomas Leutzbach (Hörspiel – WDR)

## Auszeichnungen
- Nominierung Deutscher Fernsehpreis für Männer Häppchenweise